# Dub pod Resslem
Dub pod Resslem je památkově chráněný dub letní, který se nachází na jihovýchodním úpatí vrchu Ressl na okraji města Mostu. Jedná se o první strom rostoucí v místní dubové aleji. Za chráněný strom jej vyhlásil Magistrát města Mostu v roce 2008. Ve výšce 130 cm má strom obvod kmenu 337 cm.

## Další vzácné stromy na Mostecku
- Albrechtický dub – zaniklý chráněný dub u bývalé obce Albrechtice
- Borovice Schwerinova v Mostě - chráněný strom
- Jírovec v Šumné u Litvínova - chráněný strom
- Lipová alej v Mostě – chráněná alej u Oblastního muzea v Mostě
- Lípa v Lužici (okres Most) - chráněný strom
- Lípy v Horní Vsi u Litvínova - chráněné stromy
- Lípy v Janově u Litvínova - chráněné stromy
- Lípa v Šumné u Litvínova - chráněný strom
- Lípa v Meziboří (Potoční ulice) - chráněný strom
- Lípa v Meziboří (Okružní ulice) - chráněný strom
- Žeberská lípa – nejstarší strom v okrese Chomutov